# René d'Antoine
René d'Antoine, né Antoine René Letarte le 4 mai 1939 à Québec (Canada) et mort le 29 janvier 2024 à Lévis (Québec), est un auteur-compositeur-interprète, réalisateur et producteur canadien.

## Biographie
D'abord parolier et bassiste, ce musicien a été l'un des membres chanteurs du groupe populaire québécois Les Bel Canto (1962-1971). Il est l'auteur des paroles du succès du groupe, la chanson Découragé,.  
Proclamé « groupe de l'année » en 1969, Les Bel Canto remportent également le prix qualité sur disque au cours de la même année. En 1970, alors qu'ils enregistrent quatre chansons dans les Studios EMI, sur Abbey Road, à Londres, ils sont invités à représenter les groupes québécois au pavillon du Canada à l'exposition internationale d'Osaka au Japon. En 1972, il produit la chanson When My Day au Studio de Tony Roman, une composition de Robert Salagan interprétée par ce dernier sur laquelle René joue de la contrebasse.  
Nanti de l'expérience vécue dans les studios d'enregistrement, René Letarte dirige son attention vers la nouvelle génération de créateurs. C'est ainsi qu'il investit une grande partie de son temps à réaliser et produire pour des artistes en qui il a foi, c'est-à-dire : Marie-Claire et Richard Séguin (Les Séguin), Gilles Valiquette, Jim Corcoran et Bertrand Gosselin (Jim et Bertrand) pour qui il a produit les tout premiers albums. René Letarte est donc le premier travailleur du phénomène reconnu et nommé « la relève » au Québec. À travers ses nombreux succès sur disques avec ces jeunes artistes, il a entre autres travaillé avec Jacques Michel avec qui il a réalisé trois albums. Il a également réalisé trois albums de Gilles Valiquette, dont le second comprend la chanson à succès Je suis cool, diffusée à la radio tout au long de l'année 1973.
En 1975, il abandonne les studios de son, pour se consacrer entièrement à la chanson. Boursier du ministère des Affaires culturelles du Québec, il entreprend l’écriture de ses premières chansons paroles et musique et commence une nouvelle carrière dans les cafés et boîtes à chansons au Québec. Il produira un premier album solo avec ses œuvres personnelles en 1980.
En 1989, il quittera le Québec pour un séjour en France. Il y demeurera cinq ans à chanter et à donner des ateliers d’écriture sur tout le territoire. À son retour au Québec en 1995, il rédige Petit référentiel de l’auteur-compositeur, un essai sur l’harmonie sonore de la langue française chantée qu’il publiera aux éditions Triptyque en 1997.
Établi à Lévis depuis 2001, il y a fondé l’Académie Chanson dans laquelle il a installé son studio de son et y donne des cours de chant, autant aux professionnels qu’aux débutants. Il anime également des ateliers d’écriture de chansons à tous les niveaux des écoles primaires et secondaires ainsi que des CEGEP et universités du Québec.
En mars 2017, le député de Lévis, François Paradis, rend hommage à l'Assemblée nationale à sa contribution à la musique québécoise.
Au fil du temps, René avait composé diverses chansons, parfois en collaboration avec le musicien Richard Lehoux. Malheureusement, ces œuvres étaient restées inconnues. Il fut donc décidé d'autoproduire un autre album, son ultime, qui fut lancé en août 2019 sous le titre Tel Quel.
René Letarte meurt le 29 janvier 2024 à Lévis à l’âge de 84 ans.